# Blandyna Merten
Blandine Merten (ur. 10 lipca 1883 w Beckingen, zm. 18 maja 1918 w Trewirze) – niemiecka Błogosławiona kościoła katolickiego.

## Życiorys
Maria Magdalena Merten była dziewiątym dzieckiem swoich rodziców. Urodziła się bardzo religijnej rodzinie. W 1898 ukończyła kolegium nauczycielskie, a w 1908 wstąpiła do klasztoru Urszulanek, gdzie otrzymała imię zakonne Blandine. Zachorowała na gruźlicę. Zmarła w opinii świętości.
Została beatyfikowana przez Jana Pawła II dnia 1 listopada 1987, za jej wstawiennictwem została uzdrowiona austriacka siostra misjonarka z czerniaka złośliwego.